# Alcool de riz

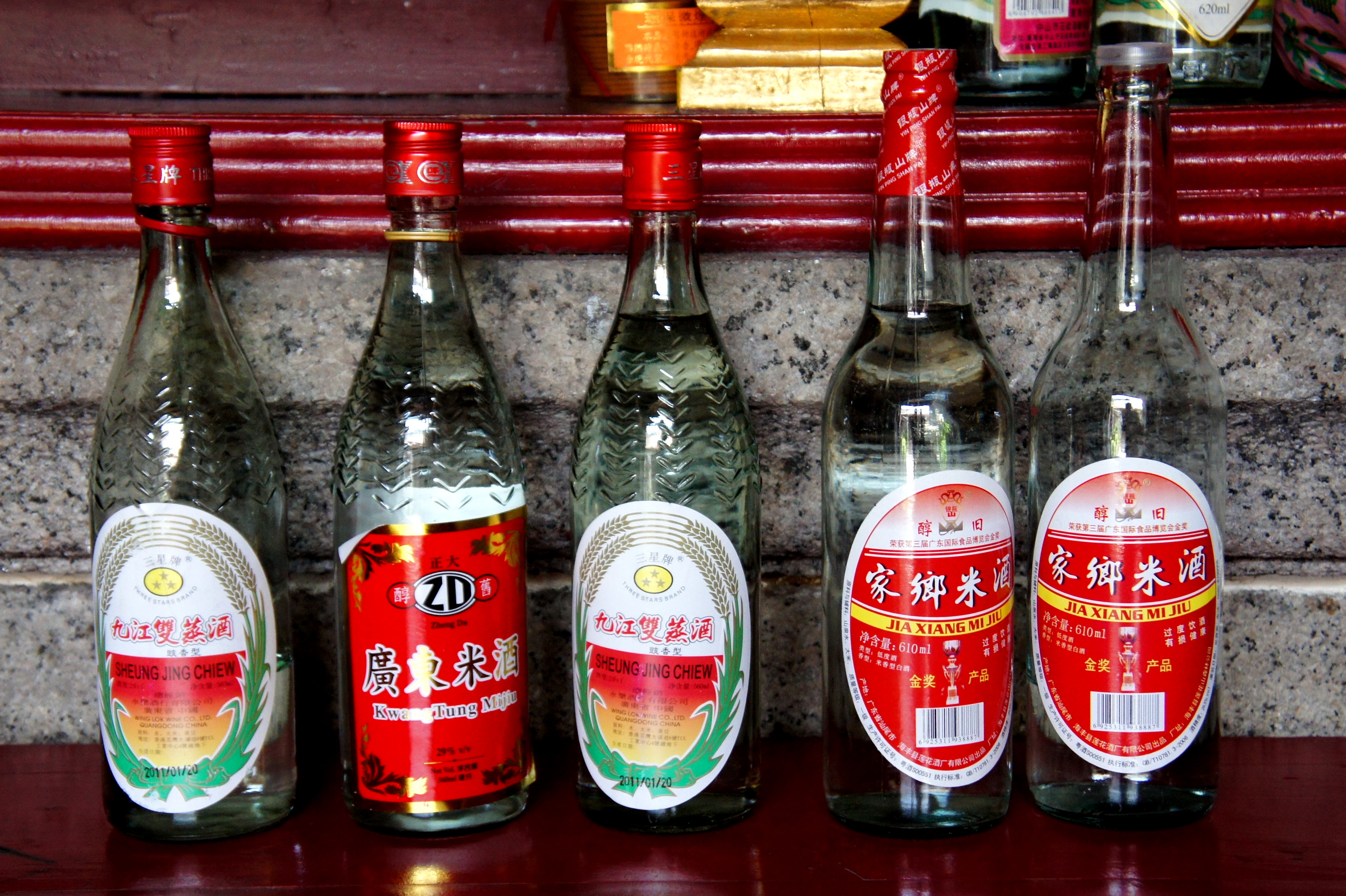
Des bouteilles d'alcool de riz

L'alcool de riz est une expression assez vague qui se rapporte à toute boisson alcoolisée à base de riz, fabriquée et consommée principalement en Asie. On peut distinguer différents alcools de riz selon le type de fabrication (fermentation simple ou suivie d'une distillation) et le pays d'origine : principalement Japon, Chine ou Corée. On trouve également des alcools de riz au Tibet et au Népal (raksi), et au Viêt Nam (rượu cần).

## Par fermentation

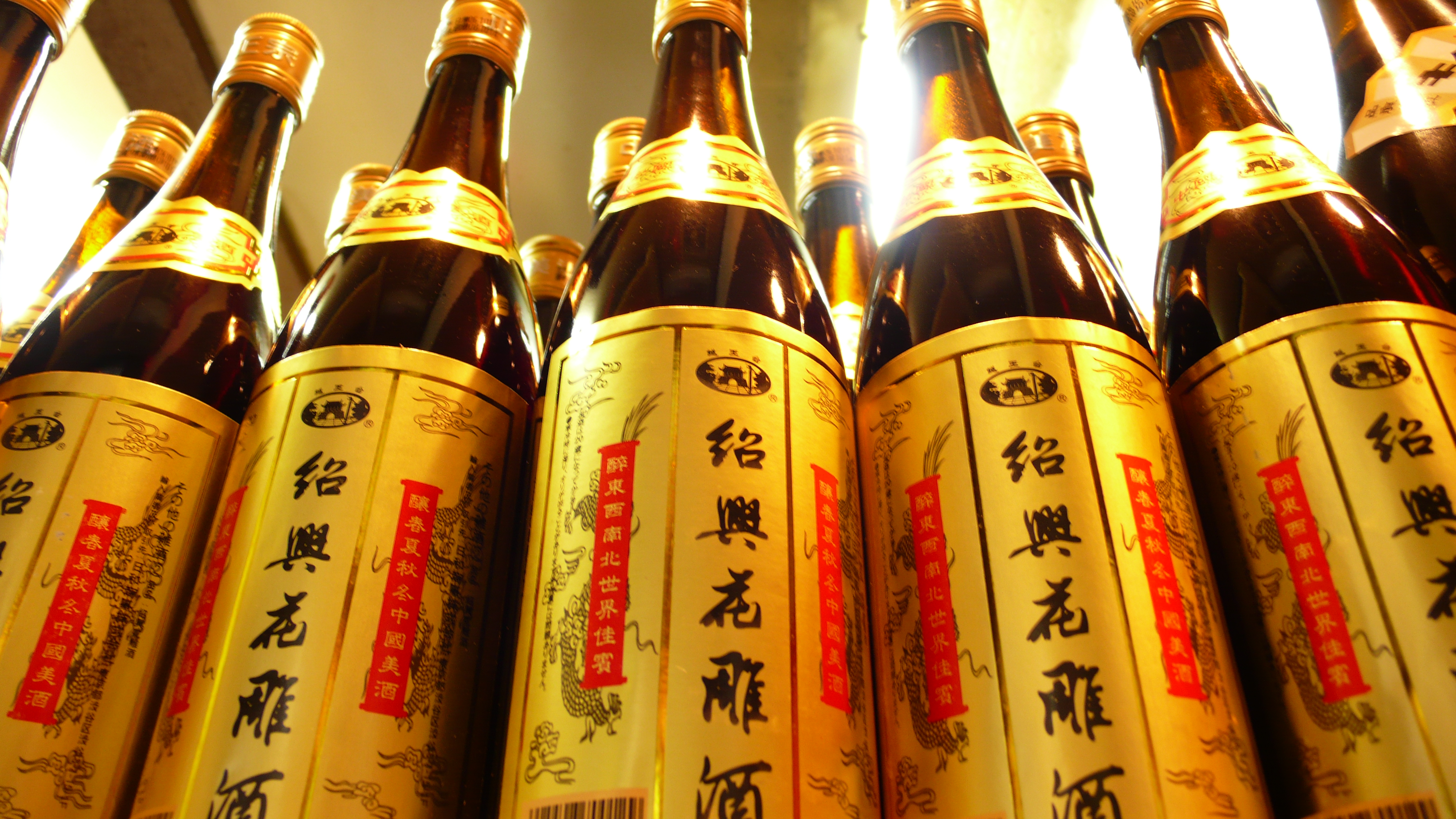
Bouteilles de vin de Shaoxing

- le saké japonais (14 à 17°), plus proche dans sa fabrication de la bière que du vin, que l'on appelle au Japon nihonshu (日本酒?, littéralement « alcool japonais »), « sake » (酒?) voulant simplement dire « alcool », avec ses variantes (amazake, doburoku, miki, shirozake, toso).

- Le mirin (味醂?, lit. « sapide anti-astringent ») est un saké très doux utilisé comme assaisonnement en cuisine japonaise.

- le huangjiu (黄酒, utilisant différentes céréales), le mijiu (米酒, à base de riz) et le choujiu (抽酒, à base de riz gluant) chinois (12 à 20°), à base de riz et de blé, de maïs ou de millet.

- les alcools coréens : yakju (약주) ou cheongju et beopju, proche du saké, et makgeolli (막걸리), dong dong ju ou takju (탁주), un alcool doux et laiteux (6,5 à 7°) proche du nigorizake japonais, le Baekseju, infusé avec des plantes médicinales.

- Le sato du Nord-Est de la Thaïlande et du Laos (11 à 15°).

- Le tuak de Malaisie.

- Le brem d'Indonésie.

- Le vin de Shaoxing, vin de riz utilisé comme ingrédient pour la cuisine en Chine.

## Par distillation
- le shōchū (焼酎?, lit. « liqueur distillée ») et l'awamori japonais (25 à 45°), fait à partir de riz, de patate douce, d'orge ou de sarrasin, principalement.

- le baijiu (白酒 lit. « alcool blanc ») chinois (38 à 65°), à base de riz ou de sorgho, voire de blé, d'orge ou de millet. Le meiguilujiu ou mei kwei lu chew (玫瑰露酒) est une variété faite de sorgho et aromatisée à l'extrait de rose qui est fréquemment servie dans les restaurants chinois d'Europe en tant que digestif et souvent appelé abusivement saké.

- le soju (소주) coréen (20 à 45°), fait à partir de riz, d'orge, de blé, de pomme de terre, de patate douce ou de tapioca, proche du shōchū.

- Le lao-lao du Laos ; et son équivalent produit illégalement en Thaïlande, en particulier dans la province de Phrae, le Moonshine ou Lao Pha (litt "esprit de la jungle") (environ 50°)[1].

## Par macération
- L'umeshu (梅酒?, lit. « alcool de prune »), une boisson alcoolisée japonaise obtenue après une macération de quelques mois de prunes (梅, ume?) de l'abricotier du Japon, généralement dans de l'alcool de riz (saké ou shōchū).
- Le Sombai cambodgien (27° à 29°), est une liqueur à base d'alcool de riz avec des fruits et épices macérées ainsi que de la canne à sucre. Produit à Siem Reap.